# Roestvliegenvanger
De roestvliegenvanger (Muscicapa ferruginea) is een vogelsoort uit de familie van de Muscicapidae (vliegenvangers).

## Verspreiding en leefgebied
Deze soort komt voor van de Himalaya tot centraal China en Taiwan.